# デカン・オデッセイ・トレイン
デカン・オデッセイ・トレイン（あるいはデッカン・オデッセイ・トレイン、英語 Deccan Odyssey Train）は、インドで最初に登場した豪華観光列車のパレス・オン・ホイールズに倣い、マハーラーシュトラ州観光の振興のためにインド鉄道により運行が開始された観光列車。同州の州都であるムンバイのチャトラパティ・シヴァージー・ターミナス駅を発着する。デカン・オデッセイ・トレインという名称は、列車が走るデカン高原から取られている。マハーラーシュトラ州の各地にある史跡や国立公園を、旅行添乗員付きで回ることができる。
ディーゼル機関車牽引の16両編成で運行し、ふたつのレストラン、バーや音楽鑑賞、テレビ・ビデオ鑑賞設備、スパ、ジムやビジネス会議室などが設置されている。

## 運行
ムンバイCST駅 → ラトナーギリー → シンドゥドゥルグ → ゴア  → コールハープール → プネー  → アウランガーバード（アジャンター石窟群など） → ナーシク  → ムンバイCST駅